# جاسمین چوتوریچ
جاسمین چوتوریچ (به کروات: Jasmin Čuturic) متولد ۵ ژوئیه ۱۹۷۴ بازیکن سابق تیم ملی والیبال اسلوونی است.